# Live @ Deluxe Music Session
Live @ Deluxe Music Session è il secondo EP del gruppo musicale britannico Hurts, pubblicato il 24 novembre 2017 dalla Sony Music.

## Tracce
1. Wonderful Life – 4:10
2. Beautiful Ones – 3:13
3. Ready to Go – 2:52